# Wonderland (2003)
Wonderland (bra: Crimes em Wonderland; prt: Os Crimes de Wonderland) é um filme canado-estadunidense de 2003, dos gêneros suspense, policial e drama, dirigido por James Cox.

## Sinopse
Usando uma narrativa não linear, são exploradas as perspectivas do quádruplo homicídio que ocorreu em 1º de julho de 1981 na Wonderland Avenue 8763, em Los Angeles. O astro do cinema pornô John Holmes (Val Kilmer), que atravessava o pior momento de sua carreira e, paralelamente, era a fase em que mais foi viciado em drogas, se vê implicado nos assassinatos de Ron Launius (Josh Lucas), Billy Deverell (Tim Blake Nelson), Barbara Richardson (Natasha Gregson Warner) e Joy Miller (Janeane Garofalo). A única sobrevivente foi a esposa de Ron, Susan (Christina Applegate), que ficou gravemente ferida. O motivo deste massacre foi Ron e seu bando terem assaltado a casa de Eddie Nash (Eric Bogosian), que veio da Palestina em 1953 praticamente sem dinheiro e em alguns anos estava rico. No início dos anos 80 Nash era o maior proprietário de casas noturnas de Los Angeles. Como Holmes estava sempre na casa de Nash, teria deixado aberta a porta da cozinha para a quadrilha de Launius entrar. O massacre teria sido ordenado por Nash, como forma de vingança. Para tentar entender o que aconteceu, pois há versões conflitantes, o detetive Sam Nico (Ted Levine) lidera uma equipe. Enquanto isto a jovem e inocente namorada de Holmes, Dawn Schiller (Kate Bosworth), não tem uma verdadeira noção de quem é seu namorado, mas a ex-esposa dele, Sharon (Lisa Kudrow), sabe bem quem é o ex-marido e quer manter a maior distância possível dele.

## Elenco
- Val Kilmer .... John Holmes
- Kate Bosworth .... Dawn Schiller
- Lisa Kudrow .... Sharon Holmes
- Josh Lucas .... Ron Launius
- Dylan McDermott .... David Lind
- Tim Blake Nelson .... Billy Deverell
- Christina Applegate .... Susan Launius
- Eric Bogosian .... Eddie Nash
- Carrie Fisher .... Sally Hansen
- Franky G .... Louis
- M.C. Gainey.... Billy Ward
- Janeane Garofalo .... Joy Miller
- Ted Levine .... Sam Nico
- Michael Pitt .... Gopher
- Paris Hilton.... Barbie